# Centroptilum obtusum
Centroptilum obtusum is een haft uit de familie Baetidae. De wetenschappelijke naam van de soort is voor het eerst geldig gepubliceerd in 1915 door Navás.
De soort komt voor in het Palearctisch gebied.